# Black Cat Bones
Black Cat Bones foi uma banda de rock britânica formada em 1966 por Paul Tiller (vocal), Paul Kossoff (guitarra solo), os irmãos Derek Brooks (guitarra rítmica) e Stuart Brooks (baixo), e Terry Sims (bateria).
A banda de estilo heavy blues rock foi fundada na cidade de Londres na Inglaterra e ficou conhecida principalmente pela presença de Paul Kossoff e Simon Kirke que nos anos seguintes integrariam a famosa banda Free formada em 1968, e posteriormente Kirke formaria em 1974 a banda Bad Company.
Em seu início tocavam em bares londrinos ganhando dessa forma muitos fãs. Porém as sucessivas mudanças de formação e a saída de Kirke e Kossoff foram somadas ao fracasso de crítica do disco Barbed Wire Sandwich em 1969 resultando no término da banda.